# Aufstehhilfe an Kraftfahrzeugen
Als Aufstehhilfe, auch Aufstehlifter, werden im Rahmen der PKW-Umrüstung für mobilitätseingeschränkte Personen Geräte bezeichnet die einer körperbehinderten Person das Aufstehen von der tiefen Sitzposition eines Autositzes ermöglichen oder erleichtern sollen.

## Ausführungsarten

### Neben dem Sitz
Ein schmales Sitzbrett ist an einem Ausleger neben dem PKW-Sitz positioniert. Der Ausleger ist vertikal verschiebbar am Türholm der Vordertür (B-Säule) angebracht. Er kann bis ca. 80 cm über die Straße angehoben werden. Zur Benutzung rutscht der Fahrer auf das Sitzbrett und betätigt die Fernbedienung der Hubeinrichtung. Der Benutzer muss während des Hubvorgangs aus eigener Kraft eine stabile Körperhaltung bewahren.

### Im Autositz integriert
Bei einer in den Autositz eingebauten Aufstehhilfe wird die Sitzfläche per Knopfdruck elektromotorisch angehoben und seitlich nach außen versetzt. Die Hubhöhe ist je nach Fahrzeugtyp bis zu ca. 90 cm über dem Boden. Der Benutzer muss während des Hubvorgangs aus eigener Kraft eine stabile Körperhaltung bewahren.

## Aufstehhilfen im Hilfsmittelverzeichnis von Rehadat
Das Hilfsmittelverzeichnis Rehadat führt Einzelprodukte von Aufstehhilfen unter den folgenden Klassen der DIN EN ISO 9999 auf: 
- 12 – Hilfsmittel für die persönliche Mobilität
  - 12 12 – Kraftfahrzeuganpassungen
    - 12 12 15 – Lifter am Kraftfahrzeug für Personen